# Bandera de la Somàlia Britànica
Com tots els territoris colonials britànics, el protectorat de la Somàlia Britànica fou dotada de pavellons. Fins al 1898 el territori depenia de l'Índia Britànica, però en aquest any se'n va separar i el 1905 va passar a dependre del Ministeri de Colònies. En aquest període, a l'entorn de 1903, es va crear el seu emblema (badge), un kudu (un antílop nadiu). Aquest emblema en disc blanc s'utilitzava al pavelló blau britànic i s'utilitzava als vaixells i edificis del govern. El pavelló vermell britànic pels vaixells civils, amb el mateix emblema, fou reconegut el 29 de juny de 1924.
El 18 de desembre de 1950 li fou concedit un escut que va substituir l'emblema en els pavellons blau i vermell. Al damunt de l'escut el kudu (sobre una branca bicolor) i sobre aquest la corona; l'escut mateix estava dividit en un rectangle horitzontal sobre dos parts dividides verticalment: la primera incloïa dos llances i un escut del territori; la vertical de l'esuerra de l'observador una mesquita del protectorat; i la de la dreta un vaixell de la zona, onades i un àncora daurada simbolitzant la seva importància per la navegació cap a Aden i l'Índia.
Aquest escut va patir una llei modificació el 1955 quan la corona va canviar al model Tudor, modificació que fou traslladada als dos pavellons.
El governador va utilitzar també tres banderes o estendards:
- Del 1903 al 1950 la bandera britànica amb disc blanc al centre, rodejada per garlanda de llorers, portant dins l'emblema.
- Del 1950 al 1955 la bandera britànica amb disc blanc al centre, rodejada per garlanda de llorers, portant dins l'escut.
- Del 1955 al 1960 la bandera britànica amb disc blanc al centre, rodejada per garlanda de llorers, portant dins l'escut amb la nova corona Tudor.

Aquestes bandera es van deixar d'usar el 26 de juny de 1960, però mai foren derogades.